# Kushalgarh
Kushalgarh là một thành phố và khu đô thị của quận Banswara thuộc bang Rajasthan, Ấn Độ.

## Địa lý
Kushalgarh có vị trí 23°10′B 74°27′Đ / 23,17°B 74,45°Đ Nó có độ cao trung bình là 303 mét (994 feet).

## Nhân khẩu
Theo điều tra dân số năm 2001 của Ấn Độ, Kushalgarh có dân số 10.096 người. Phái nam chiếm 51% tổng số dân và phái nữ chiếm 49%. Kushalgarh có tỷ lệ 73% biết đọc biết viết, cao hơn tỷ lệ trung bình toàn quốc là 59,5%: tỷ lệ cho phái nam là 80%, và tỷ lệ cho phái nữ là 66%. Tại Kushalgarh, 15% dân số nhỏ hơn 6 tuổi.